# Ashley Twichell
Ashley Grace Twichell (Westchester County, 16 giugno 1989) è una nuotatrice statunitense, specializzata nelle gare di fondo.
Dopo aver gareggiato a livello universitario per la Duke University, disputa la sua prima gara di fondo in acque libere disputando la 5 chilometri ai campionati nazionali statunitensi nel 2010. Partecipa sulla solita distanza anche ai campionati statunitensi in acque libere anche nel giugno 2011 a Fort Lauderdale laureandosi campionessa nazionale e garantendosi un posto per i mondiali del luglio successivo in cui conquista, alla sua prima esperienza in campo internazionale, l'oro nel team event e il bronzo nella 5 chilometri.

## Palmarès
- Mondiali

Shanghai 2011: oro nel team event e bronzo nella 5 km.
Budapest 2017: oro nella 5 km e argento nella 5 km a squadre.
Gwangju 2019: bronzo nella 5 km a squadre.
- Mondiali in vasca corta

Windsor 2016: argento negli 800m sl.
- Giochi panamericani

Guadalajara 2011: argento negli 800m sl.
Santiago del Cile 2023: oro nella 10 km.
- Universiadi

Kazan 2013: oro nella 10 km.